# Одно безумное лето
«Одно безумное лето» (англ. One Crazy Summer) — американская романтическая комедия 1986 года режиссёра и сценариста Сэвиджа Стива Холланда с Джоном Кьюсаком и Деми Мур в главных ролях.

## Сюжет
Хупс Маккенн окончил среднюю школу и собирается поступать в Школу дизайна. Для поступления он должен сочинить историю любви и проиллюстрировать её. Ему сложно это сделать, поскольку сам он ещё никогда не любил. Его школьный приятель Джордж предлагает ему провести лето у его бабушки на острове Нантакет. По пути на остров они спасают от байкеров начинающую рок-певицу Кассандру.
На острове Хупс знакомится с местными друзьями Джорджа. Хупс узнаёт и историю Кассандры. У девушки умер дедушка, который оставил внучке в наследство дом на острове. Теперь она должна расплатиться с банком по закладной, иначе дом перейдёт во владение местной богатой семье Бекерстедов, которые хотят построить на его месте ресторан. Кассандра пытается найти деньги, продавая старую мебель и устраивая концерты в местном баре.
Хупсу, Кассандре и их друзьям удаётся провести с аншлагом концерт и заработать нужную сумму денег, однако банк не идёт им на встречу и передаёт дом во владение Бекерстедам. Попутно у Хупса начинаются проблемы с Тедди Бекерстедом, наследником состояния Бекерстедов. На Хупса обращает внимание Куки, девушка Тедди. Тедди очень ревнив и считает, что это Хупс пристаёт к его девушке.
Последним шансом сохранить дом является регата. Дело в том, что старик Бекерстед помешан на регате и требует от своего внука побеждать в ней, иначе тот останется без наследства. Без денег деда Тедди с отцом не смогут осуществить свой замысел с рестораном. Хупс и его друзья восстанавливают старую лодку и принимают участие в соревновании. Сложностью для Хупса является также то, что он боится воды.
На самой регате команда Бекерстедов ведёт грязную игру. Тем не менее, команде Хупса удаётся наверстать упущенное на последнем участке трассы, когда появляется возможность использовать двигатель. Команда Хупса использует двигатель от Феррари, снятый с машины Тедди. После поражения в гонке своего внука, старик Бекерстед обещает, что дом Кассандры не пострадает. Пережитые летние приключения сближают Хупса и Кассандру, что вдохновляет Хупса на сочинение истории любви, которую он рисует для поступления в Школу дизайна.

## В ролях
- Джон Кьюсак — Хупс Маккенн
- Деми Мур — Кассандра Элдридж
- Кёртис Армстронг — Эк Эк Реймонд
- Уильям Хикки — старик Бекерстед
- Джо Флаэрти — мистер Реймонд
- Том Уиллард — Клей Сторк
- Билли Бёрд — бабушка Каламари
- Джон Матушак — Стейн
- Марк Меткалф — Агилья Бекерстед
- Кимберли Фостер — Куки Кэмпбелл
- Джоэль Мюррей — Джордж Каламари
- Мэтт Малхерн — Тедди Бекерстед
- Рич Литтл — радиоведущий
- Бобкэт Голдтуэйт — Эгг Сторк
- Джереми Пивен — Тай

## Приём
По мнению The New York Times это абсурдный фильм с дурацким юмором, но было отмечено, что Кьюсак и Мур «очаровательные личности и привлекательны даже в такой глупой обстановке». В Chicago Reader отметили, что этот фильм выглядит лучше, чем прошлый дебютный фильм режиссёра «Уж лучше умереть» (1985). Однако автор рецензии сетует на «склонность режиссёра к детской клоунаде». На Rotten Tomatoes рейтинг «свежести» фильма 45 % на основе 20 отзывов.